# Rasizm strukturalny
Rasizm strukturalny, nazywany również zamiennie rasizmem instytucjonalnym lub systemowym – forma rasizmu zakorzeniona w prawach i przepisach społeczeństwa lub organizacji. Przejawia się jako dyskryminacja w obszarach takich jak sądownictwo karne, zatrudnienie, mieszkalnictwo, opieka zdrowotna, edukacja i reprezentacja polityczna.
Termin rasizm instytucjonalny został po raz pierwszy przedstawiony w 1967 roku przez Stokely’ego Carmichaela i Charlesa V. Hamiltona w książce Black Power: The Politics of Liberation. Carmichael i Hamilton pisali, że chociaż indywidualny rasizm jest często rozpoznawalny ze względu na jego jawny charakter, rasizm instytucjonalny jest mniej zauważalny ze względu na jego „mniej jawny, znacznie bardziej subtelny” charakter. Rasizm instytucjonalny „wywodzi się z działań uznanych i szanowanych w społeczeństwie sił, przez co spotyka się ze znacznie mniejszym publicznym potępieniem niż [rasizm indywidualny]”.

## Definicja
Rasizm instytucjonalny został zdefiniowany przez Sir Williama Macphersona w brytyjskim raporcie Lawrence’a (1999). Stephen Lawrence był brytyjskim czarnoskórym osiemnastolatkiem, który 22 kwietnia 1993 roku został zaatakowany przez grupę młodych białych mężczyzn na ulicach Londynu na przystanku autobusowym. Przeprowadzone później dochodzenie wykazało, że mężczyźni otoczyli go i zaczęli dźgać ostrymi narzędziami, co w następstwie doprowadziło do wykrwawienia i śmierci. Według wniosku z raportu opublikowanego w 1999 roku śledztwo w sprawie śmierci Stephena Lawrence’a „ucierpiało wskutek niekompetencji zawodowej, instytucjonalnego rasizmu oraz nieudalnego przywództwa starszych stopniem oficerów”. Ów instytucjonalny rasizm, jak wyjaśniono w raporcie, to: „Zbiorowa porażka organizacji w zapewnieniu odpowiedniej i profesjonalnej usługi ludziom ze względu na ich kolor skóry, kulturę lub pochodzenie etniczne. Można to dostrzec lub wykryć w procesach, postawach i zachowaniach, które noszą znamiona dyskryminacji, powodowanych nieuświadomionymi uprzedzeniami, ignorancją, bezmyślnością oraz przypisywaniem osobom pochodzącym z mniejszości etnicznych krzywdzących rasistowskich stereotypów”.
Strukturalna forma rasizmu przejawia się w sposobie działania współczesnych społeczeństw, w których osoby białe nie muszą myśleć o swoim kolorze skóry jako jednym z czynników warunkujących ich status społeczny i ekonomiczny, takich jak stanowisko pracy, szkoła, sposób traktowania i postrzegania przez innych ludzi, sposób traktowania przez służby mundurowe i przez instytucje rządzące. Instytucje prawa, politycy i media, a także instytucje edukacyjne, akademickie i korporacyjnie, spełniają określoną rolę w utrzymywaniu i wzmacnianiu nierówności społecznych, poprzez takie mechanizmy polityczne jak marginalizacja, legitymizacja nierówności i jej zaprzeczanie.

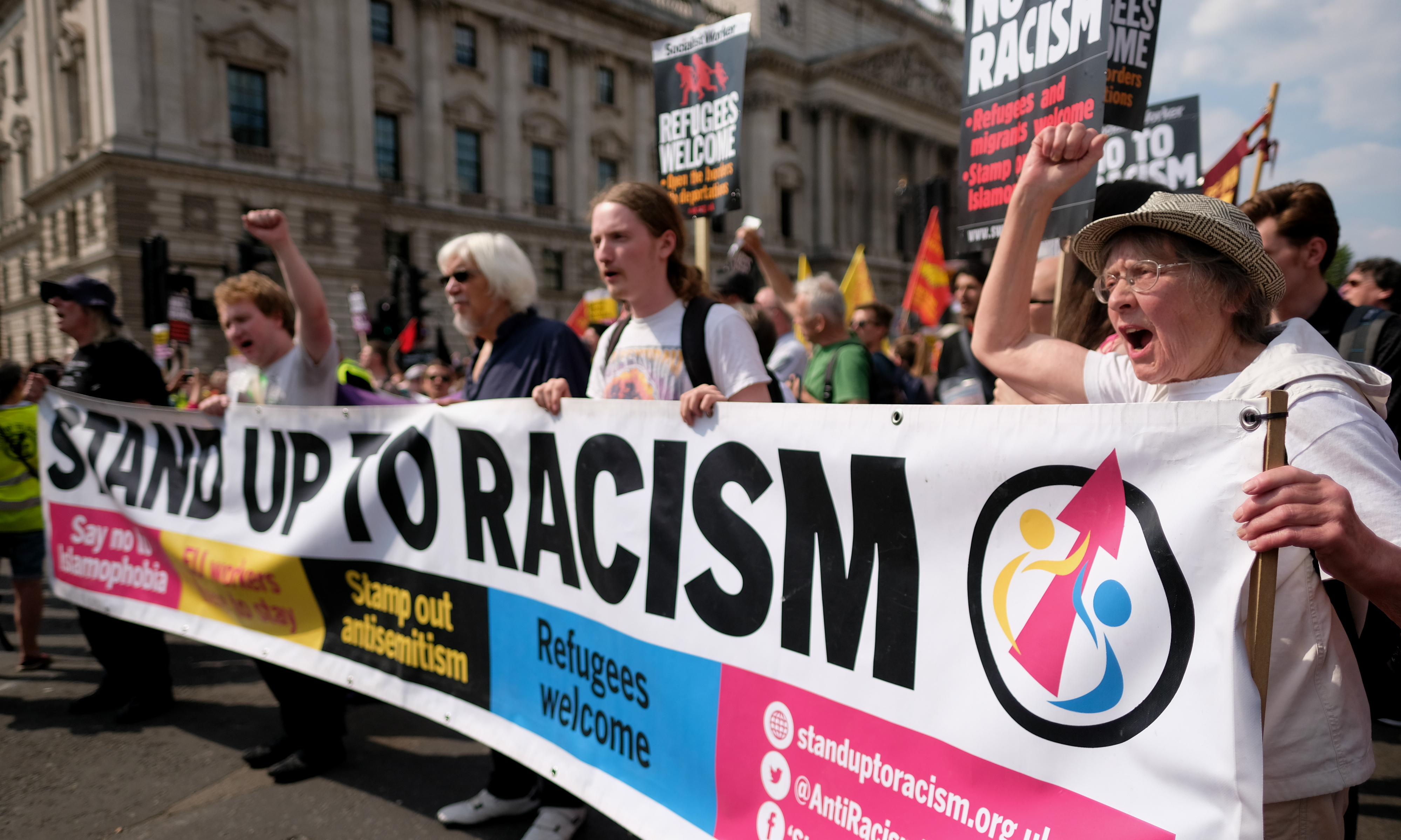
Protest „Przeciwstaw się rasizmowi”

## Klasyfikacja
Współcześnie rasizm instytucjonalny wyodrębnia się od dwóch innych form dyskryminacji rasowej czy etnicznej: na poziomie ideologii (np. system niewolnictwa i segregacji rasowej w Stanach Zjednoczonych, nazizmu w hitlerowskich Niemczech i apartheidu w Republice Południowej Afryki), oraz na poziomie indywidualnym, przejawiającym się w życiu codziennym przez przesądy i stereotypy rasowe.
Teorię trzech głównych typów dyskryminacji sformuował również profesor psychologii społecznej James M. Jones, wyróżniając rasizm zapośredniczony osobiście, zinternalizowany i zinstytucjonalizowany. Rasizm zapośredniczony osobiście obejmuje celowe, specyficznie określone postawy społeczne (dyskryminujące założenia dotyczące zdolności, motywów i intencji innych osób zgodnie z ich rasą), dyskryminację (różnicujące działania i zachowania wobec innych w zależności od ich rasy), stereotypy, oraz celowe, zamierzone działania lub ich zaniedbanie (brak szacunku, podejrzliwość, dewaluację i dehumanizację). Zinternalizowany rasizm to akceptacja przez członków osób napiętnowanych rasowo negatywnego postrzegania własnych umiejętności i wewnętrznej wartości, charakteryzującego się niską samooceną i niską oceną innych im podobnych. Rasizm ten może przejawiać się poprzez przyjmowanie „białości” (np. rozwarstwienie według koloru skóry w społecznościach innych niż białe), samo-dewaluację (np. rasistowskie obelgi, przezwiska, odrzucenie kultury przodków itp.) oraz rezygnację, bezradność i beznadziejność (np. porzucenie szkoły, niegłosowanie, angażowanie się w praktyki ryzykowne dla zdrowia itp.).
Rasizm instytucjonalny różni się od rasizmu indywidualnego istnieniem systemowych, zinstytucjonalizowanych polityk, praktyk oraz struktur ekonomicznych i politycznych, które stawiają mniejszościowe grupy rasowe i etniczne w niekorzystnej sytuacji w stosunku do rasowej lub etnicznej większości instytucji. Jednym z przykładów różnicy są budżety szkół publicznych w USA (w tym lokalne daniny i obligacje) oraz jakość nauczycieli, które często są skorelowane z wartością nieruchomości: bogate dzielnice są bardziej „białe” i mają lepszych nauczycieli i więcej pieniędzy na edukację, nawet w szkołach publicznych. Stereotypy rasowe przyczyniają się również do wzorców rasowej segregacji mieszkaniowej i redliningu – odmowy udzielania dostępu do usług (pożyczek, ubezpieczenia, opieki zdrowotnej czy miejsc pracy) osobom pochodzącym z mniej uprzywilejowanych obszarów, lub naliczanie większych opłat z tego względu.
Inne przykłady czasami określane jako rasizm instytucjonalny to profilowanie rasowe przez ochroniarzy i policję, stosowanie stereotypowych karykatur rasowych, niedostateczne i fałszywe przedstawianie niektórych grup rasowych w środkach masowego przekazu oraz bariery rasowe w zatrudnieniu zarobkowym i awansie zawodowym.
Niektórzy badacze socjologii rozróżniają rasizm instytucjonalny od rasizmu systemowego lub strukturalnego:
- rasizm instytucjonalny: zasady lub działania w ramach instytucji mające na celu dyskryminację osób niebiałych, np. osoba rekrutująca dyskwalifikuje kandydatów na podstawie ich nazwisk, powołując się na „dopasowanie kulturowe”, które w rzeczywistości jest dyskryminujące.
- rasizm systemowy: utrwalona dyskryminacja w systemie opartym na rasistowskich zasadach lub praktykach, np. w ośrodku pomocy społeczne brakuje różnorodności wśród pracowników, pomimo szkolenia ich do wspierania marginalizowanych grup etnicznych.
- rasizm strukturalny: dyskryminacje w społeczeństwie są tak zakorzenione w życiu codziennym, że postrzegane są jako „ustalony porządek rzeczy”, np. sędzia wydaje dłuższy wyrok osobie niebiałej niż osobie białej z tymi samymi zarzutami[11].